# جام خیریه انگلستان ۱۹۹۸
 جام خیریه انگلستان ۱۹۹۸ ، ۷۶امین رقابت سالانه مابین قهرمانان لیگ برتر انگلستان و جام حذفی فوتبال انگلستان است.
این مسابقه در تاریخ ۹ آگوست ۱۹۹۸ مابین تیم‌های آرسنال و منچستر یونایتد در ورزشگاه ومبلی لندن برگزار شده‌است.
تیم آرسنال در این مسابقه توانست با نتیجه سه بر صفر به پیروزی برسد.

## جزئیات مسابقه
| منچستر یونایتد | ۰ – ۳ | آرسنال                            |
| -------------- | ----- | --------------------------------- |
|                |       | اورمارس ۳۴' · وره ۵۷' · آنلکا ۷۲' |